# Linpra
Linpra – założona w 1993 roku, jest litewską organizacją handlową dla firm inżynieryjnych, z siedzibą w Wilnie na Litwie. Jest to największa organizacja handlowa dla firm inżynieryjnych w państwach bałtyckich, skupiająca 150 firm. Reprezentuje sektor przemysłu metalowego, maszyn i urządzeń elektrotechniki i elektroniki (przemysł maszynowy na Litwie jest największą gałęzią przemysłu wytwórczego pod względem udziału w PKB (4,1%); około 50% PKB tej gałęzi wytwarzają firmy członkowskie Linpra). Linpra należy do takich organizacji jak Litewska Konfederacja Przemysłowców, Europejskie Stowarzyszenie Przemysłu Inżynieryjnego ORGALIME, Europejska Rada Pracodawców Przemysłu Inżynieryjnego CEEMET.
Sejm Republiki Litewskiej konsultuje się z Linprą w sprawie ustaw mających wpływ na litewski sektor inżynieryjno-produkcyjny.

## Charakterystyka
Linpra reprezentuje litewski sektor inżynieryjny na lokalnych spotkaniach biznesowych, międzynarodowych wydarzeniach, konferencjach i wystawach. Regularnie bierze udział w wielu targach, w tym Alihankkija, Elmia Subcontractor, IAA Mobility, Hannover Messe i innych.
Organizuje również własne wydarzenia krajowe i międzynarodowe – spotkania biznesowe, wymiany wiedzy, konferencje itp. Podczas Balttechniki, największych targów technologii i inżynierii w krajach bałtyckich, wiele wydarzeń i konferencji organizuje firma Linpra.
Niektóre wydarzenia Linpra są skierowane specjalnie do uczniów szkół średnich i studentów, aby promować zainteresowanie zawodem inżyniera. Steam Team, największy na Litwie konkurs inżynieryjny dla uczniów szkół średnich, jest organizowany przez Linpra.